# Jiří Foltýn
Jiří Foltýn (* 23. března 1951, Ivanovice na Hané) je český a moravský fotograf, grafik a kurátor výstav.

## Život
Vystudoval Střední průmyslovou školu strojnickou v Uničově (1966–1970). Po nedokončeném studiu na VUT Brno absolvoval při zaměstnání Střední uměleckoprůmyslovou školu v Brně (dnes Střední škola umění a designu), obor propagační grafika (1976–1980). V letech 1984–1986 potom ještě Kvalifikační studium porotců a lektorů amatérské fotografie, organizované ÚKVČ Praha. V roce 1976 pracoval jako výtvarník na OKS Vyškov a následně 17 let v Muzeu Vyškovska jako fotograf, grafik a dokumentátor. Od roku 1976 je aktivním členem fotoklubu Orion Vyškov (založen 1904). Od roku 1992 je živnostníkem v oboru produktové fotografie, grafiky a DTP. Od r. 2015 žije ve Vyškově.

## Tvorba
Uměleckou fotografií se zabýval od roku 1973, jako zásadní období lze označit léta 1977 až 1992. V této době vznikly cykly a soubory fotografií Příhody s lanem, Zátiší, Malované objekty a Upravené krajiny. V těchto souborech pomocí umělých zásahů do negativů i pozitivů, manipulacemi během dlouhých a dvojnásobných expozic měnil význam obrazové výpovědi a zaváděl prvek času do statického záběru. Všechny fotografie z tohoto období existují jen v několika málo dobových exemplářích a autor je znovu nezvětšuje. 
Po přibližně desetileté odmlce se vrátil s digitální technologií k tvorbě na cyklech Planeta Foly (od 2004), Vzkazy (od 2011) a Fisko Birlik (od 2018).

## Výstavy

### Samostatné výstavy
- 1976 Jiří Foltýn – fotografie, Městská knihovna, Rousínov (18 fotografií)
- 1980 Jiří Foltýn – Stromy, Besední dům, Ivanovice na Hané (9 fotografií)
- 1982 Jiří Foltýn, V-klub Gorkého, Brno (24 fotografií)
- 1983 Jiří Foltýn, Vladimír Kotulán, Josef Vojáček, Jaroslav Vykydal: Fotografie, Muzeum Vyškovska, Vyškov (33 fotografií), katalog (2 foto)
- 1984 Foltýn, Kotulán, Vojáček: Výběr 82/83, Vs fotoklubu, Příbor (17 snímků), katalog (3 foto)
  -  Jiří Foltýn: Fotografie (vymezení, pozorování, akce), Klub strojařů, Prostějov (42 fotografií), katalog 4 foto)
- 1985 Jiří Foltýn, Vladimír Kotulán, Josef Vojáček, Jaroslav Vykydal: F2, Vs fotoklubu SČF, Havířov (15 fotografií), leták
- 1986 Jiří Foltýn: Fotografie, Galerie mladých, Brno (25 fotografií), katalog (A. Dufek, 12 foto)
  - Výběr 82–85, Foyer kinokavárny, Pardubice (32 snímků), pozvánka (1 foto)
  - Tandem Foltýn – Vojáček, Výstavní síň Fotochema, Praha (23 snímků), katalog (B. Gabrielová, 2 foto)
- 1988 Jiří Foltýn a Josef Vojáček: Tandem, Galerie Foto-medium-art, Wroclaw (15 snímků, katalog 4 fota)
  - Tandem Jiří Foltýn – Josef Vojáček, Galerie fotografii elementarnej, Lodek Zdroj (10 snímků), katalog (Jerzy Olek, 2 fota)
  - Jiří Foltýn: Upravené krajiny, Malý sál SK ROH Agrozet, Prostějov (25 snímků), katalog (Roman Muselík, 2 foto)
  - Jiří Foltýn: Upravené krajiny, Kino Svět, Vyškov (15 fotografií)
- 1989 Jan Ambrůz, Věra a Jiří Foltýnovi (objekty, kresby, fotografie), SK ROH, Uničov (18 snímků), katalog (Jiří Foltýn, 1 foto)
  - Jiří Foltýn, Vs ÚV SČF, Česká Lípa (34 snímků), katalog (Vladimír Richtrmoc, 1 foto)
  - Jiří Foltýn, Josef Vojáček – Inna fotografie, Galerie ZPAF, Katowice (32 fotografií)
- 1993 Jiří Foltýn, Ateliér Sklep, Kroměříž (10 snímků)
- 2008 Jiří Foltýn: V upravené krajině, Uměleckoprůmyslové muzeum, Moravská galerie, Brno (51 foto), katalog (Jiří Pátek, Antonín Dufek, 30 reprodukcí)
- 2009 Jiří Foltýn: Planeta Foly, Galerie v rohu, Knihovna Karla Dvořáčka, Vyškov (8 foto), katalog GVR, 2009 (2 foto)
- 2014 Jiří Foltýn: Planeta Foly, Galerie 34, Brno (10 foto), dodatečně vydaný katalog (Lenka Kučerová, 10 foto)
  - Jiří Foltýn na dvou planetách, Kulturní dům Drnovice (31 foto), příl. tisk, dodatečně katalog
  - Jiří Foltýn, Ulita Ateliéru Létající šnek, Vyškov zámek, 7 fotografií (fd 05, 10, 11, 13, 14 ,15, 16)
- 2015 Jiří Foltýn: Už zase na dvou planetách, Galerie Jamborův dům, Tišnov (30 fotografií), katalog
- 2018 Jiří Foltýn: Jinou krajinou (fotografie), Galerie Orion, Muzeum Vyškovska, Vyškov (20 foto, kat.)
- 2022 Jiří Foltýn: Upravené krajiny, Fotografická galerie Fiducia, Ostrava (úvod Josef Moucha)
- 2025 Jiří Foltýn: Meziplanetární, Galerie Pekelné sáně, Kroměříž (kurátorka a úvod Markéta Hamzová)

### Účast na výstavách (výběr)
- 1978 Cykly a seriály, Dům umění, Brno (3 snímky)
- 1979 Stromy – Orion, Muzeum Vyškovsko, Vyškov (11 fotografií), plakát (foto), katalog (přebal a 2 foto)
- 1981 Fotografové Vyškovska, Michalovce (9 fotografií)
  - Chodovský džbán, ZK, Chodov (2 snímky), katalog
  - Dřevo, kámen, kov – Orion, Muzeum Vyškovska, Vyškov (8 fotografií), katalog (2 snímky)

- 1983 Krajina a zátiší, Kolín (6 snímků, 1. cena), katalog (2 foto)
- 1984 Interfotoklub Vsetín, Vsacan, Vsetín (2 snímky, stříbrná medaile), katalog (1 foto)
  - 8. národní výstava amatérské fotografie, KVM Olomouc (3 fotografie, ČU)
  - Orion Vyškov / Adjustovaná fotografie, Muzeum Vyškovska, Vyškov (14 snímků), katalog (2 foto)
  - Přehlídka adjustované fotografie, Nový Jičín (4 fotografie), katalog (1 foto)
- 1985 Sudkovské kolínské dny, Kolín, (3 fotografie, 2. cena)
  - Fotosession Klimkovice 85, Klimkovice (31 fotografií), katalog (1 foto)
- 1986 Nové pohledy – 16 mladých autorů ČSSR, Galerie G4, Cheb (7 fotografií), katalog (2 foto)
  - Zadání A4, Galerie H, Kostelec nad Černými Lesy (4 fotografie)
  - 9. národní výstava amatérské fotografie, KVM Olomouc (6 fotografie, 1. cena)
  - Rozhovory (10 moravských fotografů), Muzeum Vyškovska, Vyškov (8 snímků), katalog (3 foto)
- 1987 Aktuální fotografie II – okamžik, Moravská galerie, Brno (2 snímky), katalog (1 foto)
  - Setkání – vesmír, Galerie H, Kostelec nad Černými Lesy (2 snímky)
- 1988 Prostor – čára, akce J. Steklíka, Galerie H, Kostelec nad Černými Lesy (1 fotografie)
- 1989 Od daguerrotypie po holografii, Slezské muzeum, Opava (2 fotografie)
  - Československá amatérská fotografie od 1945 po dnešek, SČF, Praha (3 fotografie), katalog (1 foto)
  - Fotografie absolventů a pedagogů SUPŠ Brno, Dům umění, Brno, (4 snímky, katalog (1 foto)
  - Druhé rozhovory ( o syntéze), Muzeum Vyškovska, Vyškov (9 snímků), katalog (1 foto)
- 1990 Tschechoslowakische Photographie der Gegenwart, Museum Ludwig, Köln (3 snímky), katalog (2 foto), 10 repríz (Erlangen, Metz, Luxemburg, Strasbourg, Odense, Freiburg, Barcelona, Waldkraiburg, Austin, Lawrence)
  - Before the Revolution, Museum Ludwig, Köln (1 snímek)
- 1992 Výstava Aktivu volné fotografie, Pražský dům fotografie, Praha (1 foto)
- 1994 Tchechische Photographie, Galerie Faber, Wien (5 fotografií)
- 2004 Fotoklub Orion 1904–2004, Muzeum Vyškovska, Vyškov (6 fotografií), katalog (Jiří Foltýn, 1 foto)
- 2005 Česká fotografie XX. století, Praha, (2 fotografie)
- 2008 Třetí strana zdi, Moravská galerie – Pražákův palác, Brno (3 fotografie), katalog (3 fotografie)
- 2009 Třetí rozhovory (o tradici), Muzeum Vyškovska, Vyškov (3 fotografie), katalog (1 fotografie)
- 2012 Element F., Moravská galerie – Pražákův palác, Brno (3 fotografie), katalog (1 fotografie)
- 2014 Retrospektiva. Dům umění – Dům pánů z Kunštátu, Brno (4 fotografie), katalog (1 fotografie)
  - Zpřítomnění VIII, Bienále Dolní Kounice, Rosa Coeli – Dolní Kounice (2 fotografie)
  - Dvoj-expozice, Sbírka PDF v GGM Prahy, Dům fotografie Praha (4 fotografie), katalog (1 fotografie)

- 2015 Čtvrté rozhovory (o iluzi pravdy), Muzeum Vyškovska, Vyškov (4 fotografie), katalog (1 fotografie)
  - Jan Svoboda: nejsem fotograf, Moravská galerie, Camera, Brno (4 fotografie), katalog (1 fotografie)

- 2016 Fotografia czeska i slowacka ze zbiorów prywatnych, Muzeum Okręgowe, Bydgoszcz (2 fotografie)
- 2021 Páté rozhovory (o naději) – Muzeum Vyškovska, Vyškov (3 fotografie), katalog (1 fotografie)
- 2024 Fotoklub Orion 1904–2024, Muzeum Vyškovska, Vyškov (1 fotografie), katalog (1 fotografie)

## Kurátor výstav
- 1986 Rozhovory (10 moravských fotografů), Muzeum Vyškovska, Vyškov
- 1989 Druhé rozhovory ( o syntéze), Muzeum Vyškovska, Vyškov
- 2004 Fotoklub Orion 1904–2004, Muzeum Vyškovska, Vyškov
- 2009 Třetí rozhovory (o tradici), Muzeum Vyškovska, Vyškov
- 2015 Čtvrté rozhovory (o iluzi pravdy), Muzeum Vyškovska, Vyškov
- 2021 Páté rozhovory (o naději) – Muzeum Vyškovska, Vyškov
- 2006–2009 – kurátorem Galerie v rohu, Knihovna Karla Dvořáčka, Vyškov (40 výstav)
- 2017–2020 – kurátorem Style Cafe Gallery ve Vyškově (20 výstav)
- 2024 Fotoklub Orion 1904–2024, Muzeum Vyškovska, Vyškov

## Realizace a portfolia (mimo komerční)
- 1974 diapozitivy pro hru Duel, Divadlo Haná, Vyškov
- 1978 fotografie do expozice Příroda Vyškovska, Muzeum Vyškovska, Vyškov
- 1980 Stromy 1980, nástěnný kalendář Měst OB Vyškov
- 1987 Za zrcadlem , portfolio ve spolupráci s MG Brno (17 ks, text A. Dufek)
- 1989 faksimile sbírkových fotografií MG Brno (Sudek, Funke, Hák, Drtikol, Zykmund aj.)
- 1988–1990 zvětšeniny do portfolií L. E. Berky a Alexandra Hackenschmieda
- 2008 14 fotografií v časopise Host 4/08
- 2015 fotografie do knihy Velká Morava a počátky křesťanství (ed. Pavel Kouřil), AÚ ČSAV Brno
  - fotografie do knihy Zbraně pro boj, lov i sport, Muzeum Vyškovska, Vyškov

## Zastoupení ve sbírkách
- Moravská galerie, Brno
- Slezské muzeum, Opava
- Muzeum Ludwig, Köln
- Uměleckoprůmyslové museum, Praha
- Galerie Hlavního města Prahy
- OKS, Kolín (pravděpodobně různě rozprodáno)
- Sbírka PHP (Pražský dům fotografie)
- Zlatý fond SČF, Česká Lípa (pravděpodobně rozprodáno v aukci v roce 2006)
- Sbírka SČF, Praha
- soukromé sbírky v Česku (prodej přes PHP, aukční dům Zezula a Artinbox), Finsku, bývalé Jugoslávii, Polsku, Rakousku (prodej přes Galerii Faber), USA a Velké Británii

## Publikované texty (výběr)
- texty do katalogů výstav fotoklubu Orion (Stromy, Dřevo, kámen, kov, f2, Rozhovory, Druhé rozhovory, Třetí rozhovory aj.)
- Jiří Foltýn: Fotoklub Orion 1904–1984, v katalogu Orion Vyškov / Adjustovaná fotografie, Vyškov 1984
- Jiří Foltýn: Nemáme fotografovat umění?, Čs. fotografie 2, 1987, s. 62
- Jiří Foltýn: Andrýskovo objevné zklamání, Čs. fotografie 8, 1988, s. 352
- -fo-: Syntéza je možná, Náš život 42, 1989, s.4
- Jiří Foltýn: Fotoklub Orion 1904–2004, v katalogu Fotoklub Orion 1904–2004, Vyškov 2004
- Jiří Foltýn: Foto 140, v katalogu Foto 140 (text k výstavě J. Vykydala a V. Kotulána), Vyškov 2008
- Jiří Foltýn: Josef Vojáček, Analog mag 03, 2014, s. 20–29, text a rozhovor
- Jiří Foltýn: Vzpomínka na fotografa Jaroslava Vykydala, Vyškovský zpravodaj 8/2014, s. 15
- Jiří Foltýn: Rozloučení s Vladimírem Kotulánem, Vyškovský zpravodaj 9/2014, s. 17